# Anaesthetis lanuginosa
Anaesthetis lanuginosa là một loài bọ cánh cứng trong họ Cerambycidae.